# Ресторан Два рибара
Ресторан Два рибара се налазио у Београду у улици Краљице Наталије 21. Спада у угоститељске објекте са којима се Београд поносио.

## Историјат
Зграда коју је пројектовао руски емигрант Валериј Сташевски, подигнута 1930/31. била је локација Ресторана Два рибара. Први власник је био адвокат Симо Аћимовић. Локал су узели на закуп комшије браћа Мимица који су били родом из Далмације.
Браћа су отворила ресторан и назвали га Два рибара. Водили су га неколико година. Након Другог светког рата Два рибара је и даље био ресторан на добром гласу.

## Јеловник
Ресторан се разликовао од осталих кафана и ресторана по томе што је на менију имао морске специјалитете.
Љубитељи медитеранске кухиње су долазили у овај ресторан јер је на менију имао морску рибу и добра поморска вина.